# Olympische Sommerspiele 2000/Leichtathletik – Diskuswurf (Frauen)

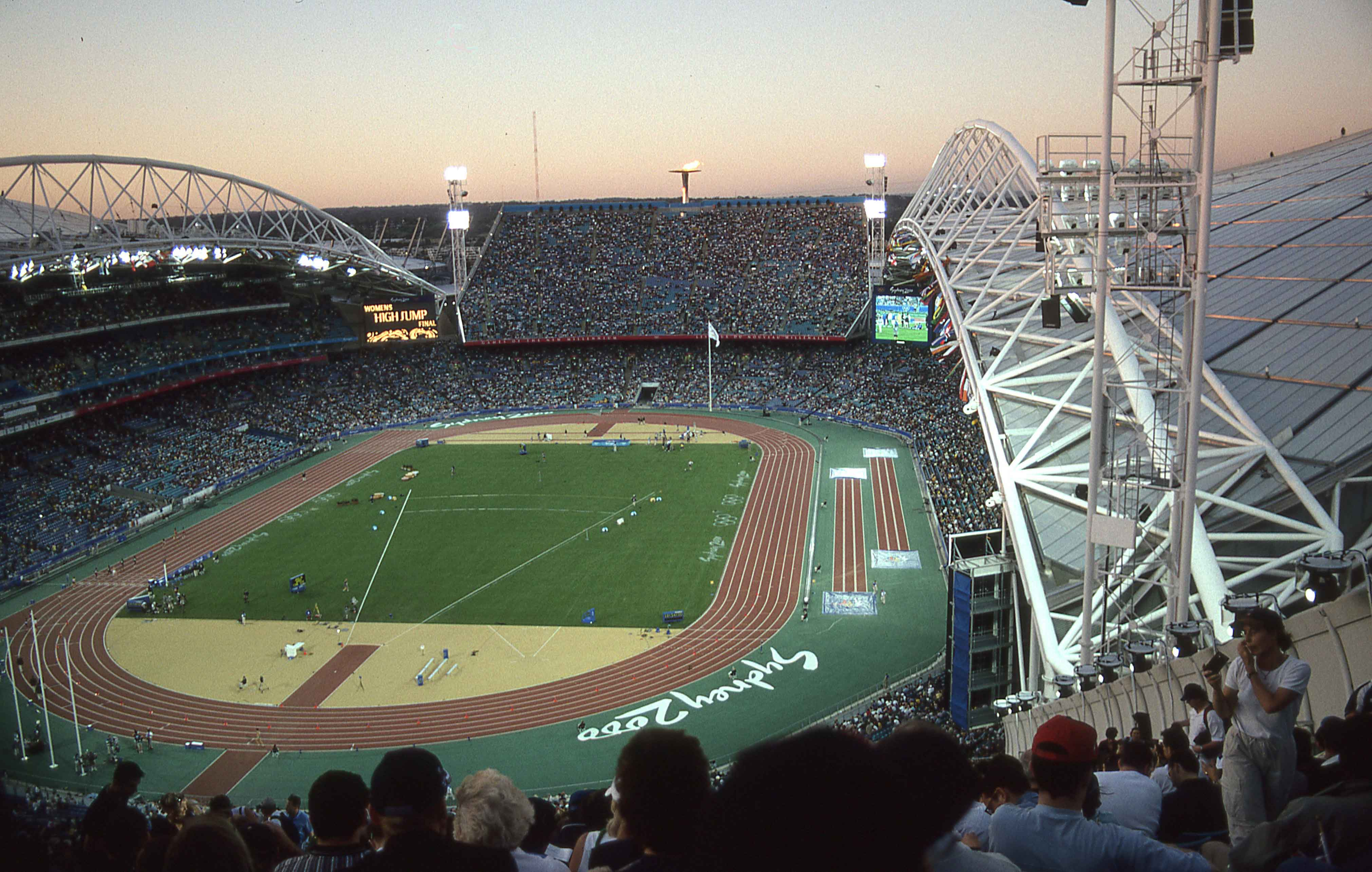
Das frühere ANZ Stadium von Sydney während der Olympischen Spiele 2000

Der Diskuswurf der Frauen bei den Olympischen Spielen 2000 in Sydney wurde am 25. und 27. September 2000 im Stadium Australia ausgetragen. 32 Athletinnen nahmen teil.
Olympiasiegerin wurde die Belarussin Elina Swerawa. Sie gewann vor der Griechin Anastasia Kelesidou. Bronze errang Iryna Jattschanka, eine weitere Belarussin.
Mit Franka Dietzsch und Ilke Wyludda nahmen zwei Deutsche am Wettkampf teil. Beide konnten sich für das Finale qualifizieren. Dietzsch wurde Sechste, Wyludda Siebte.

Athletinnen aus der Schweiz, Österreich und Liechtenstein nahmen nicht teil.

## Aktuelle Titelträgerinnen
| Olympiasiegerin 1996                      | Ilke Wyludda ( Deutschland)     | 69,66 m | Atlanta 1996    |
| Weltmeisterin 1999                        | Franka Dietzsch ( Deutschland)  | 68,14 m | Sevilla 1999    |
| Europameisterin 1998                      | Franka Dietzsch ( Deutschland)  | 67,49 m | Budapest 1998   |
| Panamerikanische Meisterin 1999           | Aretha Hill ( USA)              | 59,06 m | Winnipeg 1999   |
| Zentralamerika und Karibik-Meisterin 1999 | María Cubillán ( Venezuela)     | 42,08 m | Bridgetown 1999 |
| Südamerika-Meisterin 1999                 | Elisângela Adriano ( Brasilien) | 60,27 m | Bogotá 1999     |
| Asienmeisterin 2000                       | Neelam Jaswant Singh ( Indien)  | 60,75 m | Jakarta 2000    |
| Afrikameisterin 2000                      | Monia Kari ( Tunesien)          | 58,46 m | Algier 2000     |
| Ozeanienmeisterin 2000                    | Melehifo Uhi ( Tonga)           | 47,04 m | Adelaide 2000   |

## Bestehende Rekorde
| Weltrekord         | 76,80 m | Gabriele Reinsch ( DDR) | Neubrandenburg, DDR (heute Deutschland) | 9. Juli 1988       |
| Olympischer Rekord | 72,30 m | Martina Hellmann ( DDR) | Finale OS Seoul, Südkorea               | 29. September 1988 |

Der bestehende olympische Rekord wurde bei diesen Spielen nicht erreicht. Der weiteste Wurf gelang der belarussischen Olympiasiegerin Elina Swerawa mit 68,40 m in ihrem dritten Versuch im Finale am 27. September. Damit blieb sie 3,90 m unter dem Olympia- und 8,40 m unter dem Weltrekord.

## Legende
Kurze Übersicht zur Bedeutung der Symbolik – so üblicherweise auch in sonstigen Veröffentlichungen verwendet:
| – | verzichtet |
| x | ungültig   |

Anmerkungen zu zwei Angaben:
- Alle Zeitangaben sind auf Ortszeit Sydney (UTC+10) bezogen.
- Alle Weiten sind in Metern (m) angegeben.

## Qualifikation
Die Qualifikation wurde in zwei Gruppen durchgeführt. Drei Athletinnen (hellblau unterlegt) übertrafen die direkte Finalqualifikationsweite von 63,00 m. Damit war die Mindestanzahl von zwölf Finalteilnehmerinnen nicht erreicht und das Finalfeld wurde mit den neun nächstbesten Starterinnen beider Gruppen (hellgrün unterlegt) auf zwölf Wettbewerberinnen aufgefüllt. So mussten schließlich 60,84 m für die Finalteilnahme erbracht werden.
Wegen Unstimmigkeiten bzgl. der Gültigkeit eines Wurfs der Portugiesin Teresa Machado, den die Kampfrichter ungültig gegeben hatten, wurde auch sie als zusätzliche dreizehnte Werferin für das Finale zugelassen.

### Gruppe A

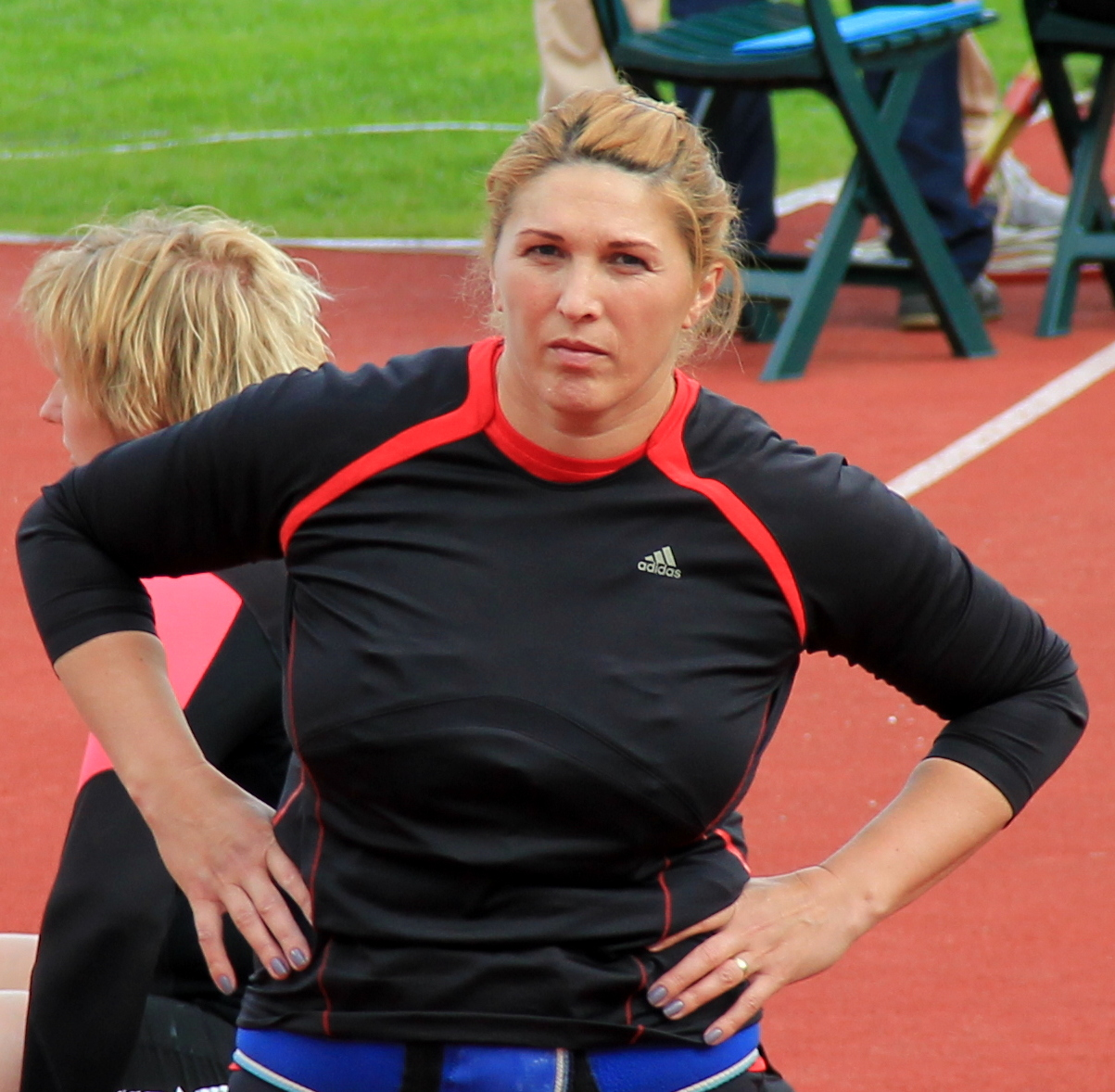
Nicoleta Grasu – ausgeschieden mit 58,87 m
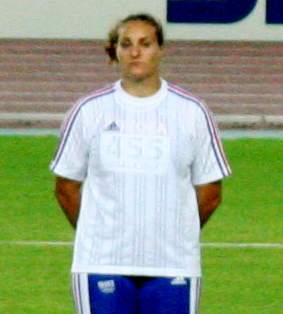
Mélina Robert-Michon – ausgeschieden mit 54,11 m

25. September 2000, 10:00 Uhr
| Platz | Name                  | Nation              | 1. Versuch | 2. Versuch | 3. Versuch | Weite |
| ----- | --------------------- | ------------------- | ---------- | ---------- | ---------- | ----- |
| 1     | Elina Swerawa         | Belarus             | 61,26      | 64,81      | –          | 64,81 |
| 2     | Ilke Wyludda          | Deutschland         | 62,97      | x          | 60,83      | 62,97 |
| 3     | Seilala Sua           | USA                 | 56,19      | 61,88      | 59,06      | 61,88 |
| 4     | Styliani Tsikouna     | Griechenland        | 59,58      | 61,59      | 56,33      | 61,59 |
| 5     | Yu Xin                | Volksrepublik China | 59,79      | 61,00      | 60,12      | 61,00 |
| 6     | Olena Antonowa        | Ukraine             | 60,73      | 60,28      | 59,85      | 60,73 |
| 7     | Vladimíra Racková     | Tschechien          | x          | 60,24      | 55,32      | 60,24 |
| 8     | Oxana Jessiptschuk    | Russland            | 59,51      | 57,14      | 58,64      | 59,51 |
| 9     | Nicoleta Grasu        | Rumänien            | x          | x          | 58,87      | 58,87 |
| 10    | Larissa Korotkewitsch | Russland            | 58,81      | 56,90      | x          | 58,81 |
| 11    | Cao Qi                | Volksrepublik China | 57,88      | 57,01      | 58,03      | 58,03 |
| 12    | Monia Kari            | Tunesien            | 56,32      | 52,61      | 54,01      | 56,32 |
| 13    | Mélina Robert-Michon  | Frankreich          | x          | 54,11      | x          | 54,11 |
| 14    | Renata Gustaitytė     | Litauen             | x          | 53,64      | x          | 53,64 |
| 15    | Daniela Costian       | Australien          | x          | 51,96      | x          | 51,96 |
| 16    | Mariana Canillas      | Paraguay            | x          | 32,31      | x          | 32,31 |

### Gruppe B
25. September 2000, 11:40 Uhr
| Platz | Name                 | Nation              | 1. Versuch | 2. Versuch | 3. Versuch | Weite | Anmerkung                                |
| ----- | -------------------- | ------------------- | ---------- | ---------- | ---------- | ----- | ---------------------------------------- |
| 1     | Natalja Sadowa       | Russland            | 64,62      | –          | –          | 64,62 |                                          |
| 2     | Anastasia Kelesidou  | Griechenland        | 63,64      | –          | –          | 63,64 |                                          |
| 3     | Iryna Jattschanka    | Belarus             | 62,72      | 58,94      | 60,89      | 62,72 |                                          |
| 4     | Lisa-Marie Vizaniari | Australien          | 60,39      | 59,39      | 62,47      | 62,47 |                                          |
| 5     | Beatrice Faumuina    | Neuseeland          | 61,33      | 57,88      | 58,55      | 61,33 |                                          |
| 6     | Ekaterini Vongoli    | Griechenland        | 61,29      | x          | x          | 61,29 |                                          |
| 7     | Franka Dietzsch      | Deutschland         | 59,78      | 60,74      | 59,29      | 60,74 |                                          |
| 8     | Suzanne Powell       | USA                 | x          | x          | 59,68      | 59,68 |                                          |
| 9     | Alison Lever         | Australien          | x          | 54,45      | 59,58      | 59,58 |                                          |
| 10    | Kristin Kuehl        | USA                 | 59,45      | 54,02      | 57,54      | 59,45 |                                          |
| 11    | Li Qiumei            | Volksrepublik China | 56,28      | 56,59      | 55,01      | 56,59 |                                          |
| 12    | Anna Söderberg       | Schweden            | 54,94      | 55,89      | 56,11      | 56,11 |                                          |
| 13    | Teresa Machado       | Portugal            | x          | x          | 55,86      | 55,86 | per Wildcard für das Finale zugelassen a |
| 14    | Neelam Jaswant Singh | Indien              | 55,22      | 55,26      | x          | 55,26 |                                          |
| 15    | Oksana Mert          | Türkei              | 54,18      | 54,74      | 55,02      | 55,02 |                                          |
| 16    | Alice Matějková      | Spanien             | 54,19      | 53,12      | x          | 54,19 |                                          |

## Finale

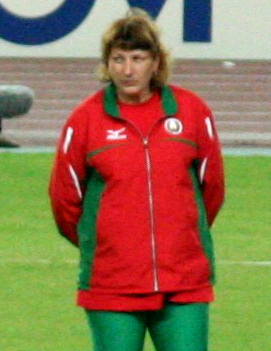
Bronzemedaillengewinnerin Iryna Jattschanka

27. September 2000, 20:30 Uhr
| Platz | Name                 | Nation              | 1. Versuch | 2. Versuch | 3. Versuch | 4. Versuch                                  | 5. Versuch                                  | 6. Versuch                                  | Endresultat |
| ----- | -------------------- | ------------------- | ---------- | ---------- | ---------- | ------------------------------------------- | ------------------------------------------- | ------------------------------------------- | ----------- |
| 1     | Elina Swerawa        | Belarus             | 67,00      | 66,12      | 68,40      | 65,80                                       | x                                           | x                                           | 68,40       |
| 2     | Anastasia Kelesidou  | Griechenland        | 65,71      | 63,20      | 62,59      | 64,58                                       | 63,07                                       | 61,85                                       | 65,71       |
| 3     | Iryna Jattschanka    | Belarus             | x          | 62,93      | 61,09      | 63,15                                       | 65,20                                       | x                                           | 65,20       |
| 4     | Natalja Sadowa       | Russland            | 65,00      | 61,64      | 61,92      | 62,86                                       | x                                           | 60,47                                       | 65,00       |
| 5     | Styliani Tsikouna    | Griechenland        | 61,85      | 60,66      | 64,08      | x                                           | x                                           | 59,91                                       | 64,08       |
| 6     | Franka Dietzsch      | Deutschland         | x          | 61,65      | 58,17      | 60,36                                       | 63,18                                       | x                                           | 63,18       |
| 7     | Ilke Wyludda         | Deutschland         | 63,16      | 61,91      | 62,22      | 59,86                                       | 61,72                                       | 62,33                                       | 63,16       |
| 8     | Lisa-Marie Vizaniari | Australien          | 60,78      | 62,43      | 62,57      | x                                           | 62,24                                       | x                                           | 62,57       |
|       |                      |                     |            |            |            |                                             |                                             |                                             |             |
| 9     | Ekaterini Vongoli    | Griechenland        | 60,72      | 61,57      | 60,45      | nicht im Finale der besten acht Werferinnen | nicht im Finale der besten acht Werferinnen | nicht im Finale der besten acht Werferinnen | 61,57       |
| 10    | Seilala Sua          | USA                 | 58,03      | 56,24      | 59,85      | nicht im Finale der besten acht Werferinnen | nicht im Finale der besten acht Werferinnen | nicht im Finale der besten acht Werferinnen | 59,85       |
| 11    | Teresa Machado       | Portugal            | 54,48      | 59,50      | 56,84      | nicht im Finale der besten acht Werferinnen | nicht im Finale der besten acht Werferinnen | nicht im Finale der besten acht Werferinnen | 59,50       |
| 12    | Beatrice Faumuina    | Neuseeland          | 56,86      | x          | 58,69      | nicht im Finale der besten acht Werferinnen | nicht im Finale der besten acht Werferinnen | nicht im Finale der besten acht Werferinnen | 58,69       |
| 13    | Yu Xin               | Volksrepublik China | 58,95      | 58,34      | 57,89      | nicht im Finale der besten acht Werferinnen | nicht im Finale der besten acht Werferinnen | nicht im Finale der besten acht Werferinnen | 58,34       |

Für das Finale hatten sich dreizehn Athletinnen qualifiziert, drei von ihnen über die Qualifikationsweite, neun weitere über ihre Platzierungen sowie eine über eine Wildcard wegen Unstimmigkeiten bzgl. der Gültigkeit und Weite eines ungültig gewerteten Wurfs. Drei Griechinnen, zwei Deutsche und zwei Weißrussinnen sowie jeweils eine Teilnehmerin aus Australien, China, Neuseeland, Portugal, Russland und den USA kämpften um die Medaillen.
Zu den Favoritinnen gehörten vor allem die deutsche Welt- und Europameisterin Franka Dietzsch, die griechische Vizeweltmeisterin Anastasia Kelesidou, die russische Vizeeuropameisterin und WM-Vierte Natalja Sadowa, die belarussische Bronzemedaillengewinnerin von 1996 und Vizeweltmeisterin von 1997 Elina Swerawa sowie die rumänische WM-Dritte von 1999 Nicoleta Grasu.
Mit 67,00 m übernahm Elina Swerawa in der ersten Runde die Führungsposition. In den folgenden drei Durchgängen warf sie den Diskus so weit, dass all diese Versuche für die Goldmedaille gereicht hätten. Ihre Bestweite von 68,40 m erzielte sie mit ihrem dritten Wurf. Ihre letzten beiden Versuche waren dann ungültig. Hinter Swerawa hatte sich die Griechin Anastasia Kelesidou gleich im ersten Versuch auf Platz zwei gesetzt. Ihre Weite von 65,71 m reichte am Ende für die Silbermedaille. Im fünften Durchgang erreichte die Belarussin Iryna Jattschanka 65,20 m, was ihr schließlich die Bronzemedaille einbrachte. Natalja Sadowa wurde Vierte vor der Griechin Styliani Tsikouna, Franka Dietzsch und der deutschen Olympiasiegerin von 1996 Ilke Wyludda. Vor heimischem Publikum wurde die Australierin Lisa-Marie Vizaniari Achte.
Mit 39 Jahren war Elina Swerawa die bis zu diesen Spielen älteste Olympiasiegerin in der Frauenleichtathletik.

Anastasia Kelesidou gewann die erste griechische Medaille in dieser Disziplin.

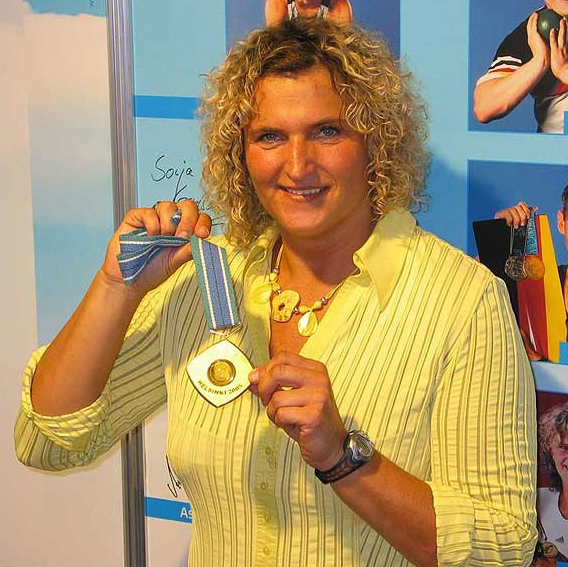
Die Olympiasechste Franka Dietzsch (hier mit ihrer WM-Goldmedaille 2005)
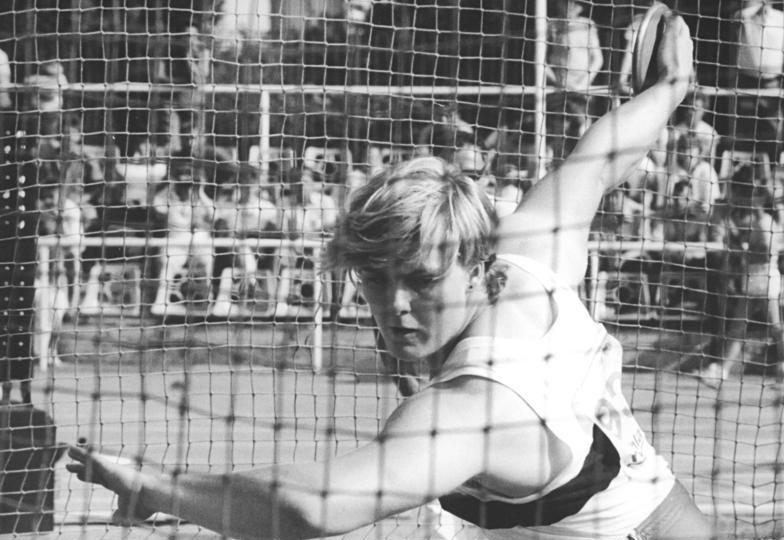
Ilke Wyludda belegte im Finale Platz sieben
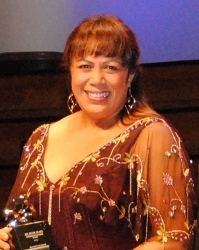
Rang zwölf für Beatrice Faumuina (Foto: 2013)

## Video
- kelesidou hellas discus throw, Anastasia Kelesidou bei einem ihrer Silbermedaillenwürfe bei Olympischen Spielen bzw. Weltmeisterschaften, youtube.com, abgerufen am 15. April 2018